# Bogusławice (powiat kaliski)
Bogusławice – wieś w Polsce położona w województwie wielkopolskim, w powiecie kaliskim, w gminie Mycielin.
W latach 1975–1998 miejscowość należała administracyjnie do województwa kaliskiego.